# Vai Passar Mal: Remixes
Vai Passar Mal: Remixes (estilizado em letras maiúsculas) é o primeiro álbum de remixes do cantor e drag queen brasileiro Pabllo Vittar. Lançado no dia 8 de dezembro de 2017, o álbum contém nove faixas de remixes do álbum Vai Passar Mal (2017) e um remix adicional realizado por Mulú na faixa "Open Bar", presente no extended play (EP) de estreia de Vittar, Open Bar (2015).

## Lista de faixas
| N.º | Título                                                                | Compositor(es)                                              | Duração |  |
| 1.  | "Nêga" (Gran Fran Remix)                                              | Pabllo Vittar Rodrigo Gorky Maffalda                        | 3:31    |  |
| 2.  | "K.O." (Enderhax Remix)                                               | Gorky Maffalda Pablo Bispo                                  | 4:16    |  |
| 3.  | "Irregular" (Zebu Remix)                                              | Vittar Gorky Maffalda Stefanini                             | 4:28    |  |
| 4.  | "Corpo Sensual" (Seakret Remix) (com participação de Mateus Carrilho) | Weber Gorky Maffalda Yuri Drummond                          | 3:38    |  |
| 5.  | "Tara" (DJ Chernobyl & Nando Endres Remix)                            | Gorky Maffalda Drummond                                     | 3:04    |  |
| 6.  | "Então Vai (Get By)" (DKVPZ Remix)                                    | Diplo Ilsey Juber King Henry Emily Warren Boaz van de Beatz | 3:59    |  |
| 7.  | "Ele É o Tal" (Junior Fernandes Remix)                                | Vittar Gorky Maffalda Pedro D'Eyrot                         | 3:55    |  |
| 8.  | "Pode Apontar" (Ruxell & Atman Remix)                                 | Vittar Drummond Bispo Gorky                                 | 3:12    |  |
| 9.  | "Indestrutível" (TIN Remix)                                           | Gorky Maffalda Bispo                                        | 3:50    |  |
| 10. | "Open Bar (Lean On)" (com Mulú)                                       | Vittar Diplo DJ Snake Guess Steve MØ Jr. Blender            | 3:01    |  |